# Prieuré de la Madeleine
Le prieuré de la Madeleine est un prieuré situé à Cizay-la-Madeleine, en France.

## Localisation
Le prieuré est situé dans le département français de Maine-et-Loire, sur la commune de Cizay-la-Madeleine.

## Historique
L'édifice est inscrit au titre des monuments historiques en 1984.